# Iresine gracilis
Iresine gracilis är en amarantväxtart som beskrevs av Martin Martens och Henri Guillaume Galeotti. Iresine gracilis ingår i släktet Iresine och familjen amarantväxter. Inga underarter finns listade i Catalogue of Life.